# Küllstedt (Wüstung)
Die Wüstung Küllstedt, auch Külstedt geschrieben, befindet sich in der Gemarkung des Ortsteils Thalebra der Kreisstadt Sondershausen im Kyffhäuserkreis in Thüringen.

## Lage
Etwa einhundert Meter südlich des Ortsteils Thalebra befindet sich das Flurstück Küllstedter Grund. Das war die einstige Dorfstelle.

## Geschichte
Der Ortsname dieser Wüstung wurde mit einem Adelsgeschlecht urkundlich mehrmals erwähnt: 1128 „Viunoldus de Collstedte“, 1297 „Bertoldus des Kulestede“, 1320 „Hermannus des Kulstede“, 1372 „Sifrid von Culstete“, 1377  „Friedrich von Kulstedt“, 1384 „Sivred von Culstete“, 1403 „Ulrich von Kulstett“ und 1506 noch als Dorf „Kolstete“ genannt.
Dieses Adelsgeschlecht war der Namensgeber des wüsten Dorfes. Es ist auch bekannt, dass in der Gemarkung zahlreiche Ansiedlungen wüst gefallen sind. Diese Konzentration von Ansiedlungen südlich und westlich der Hainleite ist mit der sporadischen Ansiedlung der Angeln und Warnen und veränderten natürlichen und wirtschaftlichen Bedingungen verknüpft. Die Ansiedlungen fielen durch die hohe Anzahl der Weiler und vielleicht auch durch den Hessenweg, einer  alten Handels- und Heeresstraße, wüst. Heute ist der Hessenweg nur noch ein unbedeutender friedvoller Feldweg.